# Monster Media
Monster Media AS er en norsk produktionsgruppe, der producerer film, reklamer og tv-programmer. Den blev grundlagt af Olav Øen, Trond Kvernstrøm og Edward Dreyer i slutningen af 2001 og var aktivt på markedet fra begyndelsen af 2002.
I maj 2023 blev det annonceret, at firmaerne Monster og Fremantle ville fusionere til ét firma, og at det nye firma ville beholde Monster som firmanavn. Administrerende direktør i virksomheden er Ingvild Daae.
Monster producerer programmer for norske og internationale tv-kanaler, og står bag Gullruten, 4-stjernet middag, Datoen og Hvem tror du du er?. Monster har vundet priser for serier om Orderudmordene og M/S Estonias skibbrud.

## Ekstern henvisning
- Monster Media' officielle hjemmeside

| Firma | Spire Denne artikel om et firma eller en virksomhed i Norge er en spire som bør udbygges. Du er velkommen til at hjælpe Wikipedia ved at udvide den. |